# Ixodes kazakstani
Ixodes kazakstani este o specie de căpușe din genul Ixodes, familia Ixodidae, descrisă de Olenev și Sorokoumov în anul 1934. Conform Catalogue of Life specia Ixodes kazakstani nu are subspecii cunoscute.